# Полоз-батіг
Полоз-батіг (Coluber flagellum) — неотруйна змія з роду Стрункий полоз родини Вужеві. Має 7 підвидів.

## Опис

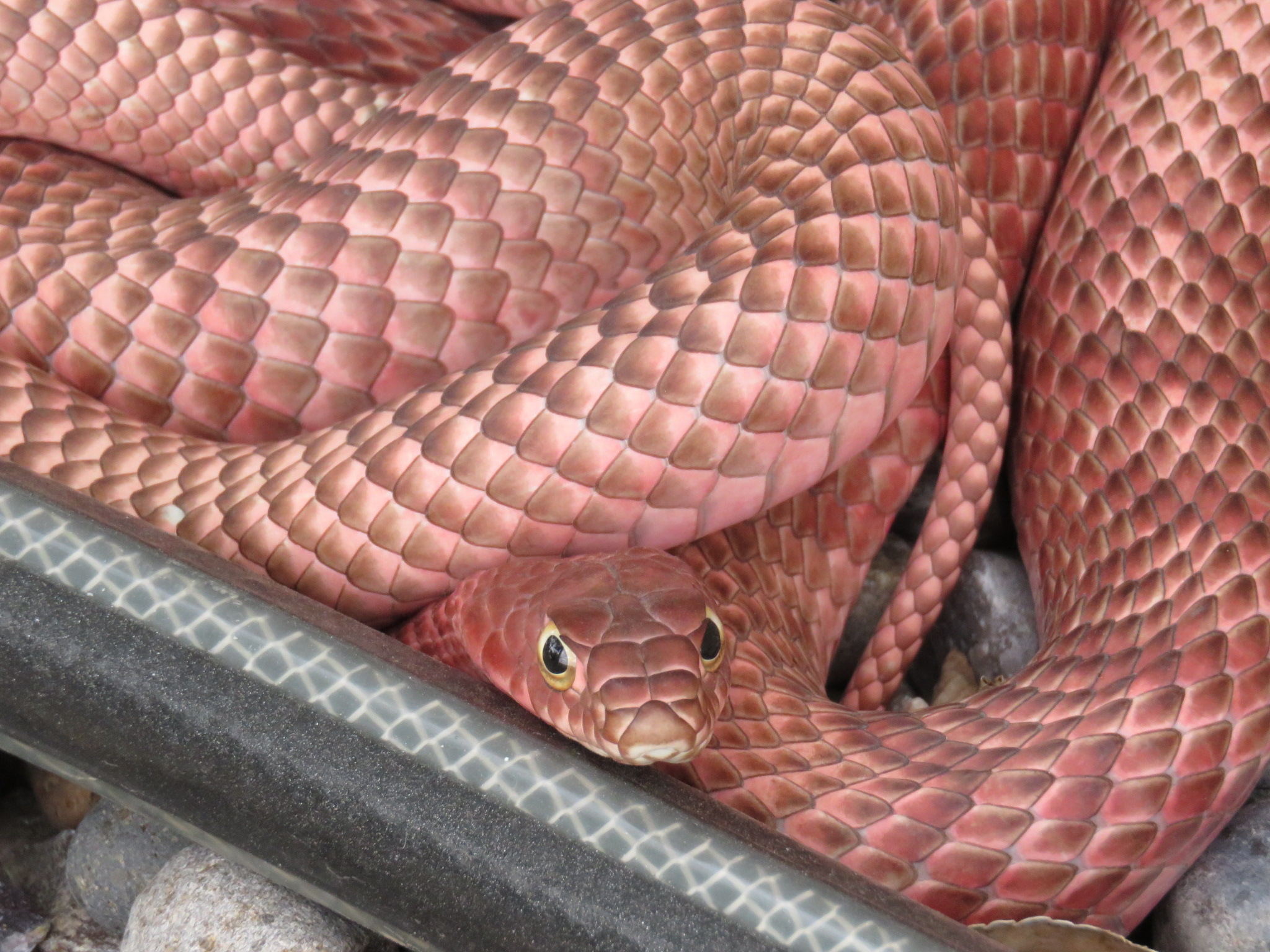
Полоз-батіг (M. f. testaceus), Санта-Фе, Нью-Мексико

Загальна довжина коливається від 1,6 до 2,5 м. Голова коротка з великими очима. Тулуб стрункий з гладенькою лускою, хвіст довгий, який вкрито дрібною лускою, нагадує туго сплетений батіг. Забарвлення коричневе, червоно-коричневе, сіре або рожеве, або з нечіткими плямами, особливо у передній частині тіла.

## Спосіб життя
Полюбляє різні біотопи: від пустель до лісів й сільськогосподарських угідь. Активний вночі. Харчується ящірками, зміями, птахами та їх яйцями, дрібними ссавцями.
Це яйцекладна змія. Самиця відкладає від 16 до 20 яєць. Через 60 днів з'являються молоді полози завдовжки 30 см.
Тривалість життя 18 років.

## Розповсюдження
Мешкає на півдні США від Каліфорнії до Флориди, на півночі Мексики: Баха-Каліфорнія, Сонора, Чіуауа, Синалоа, Дуранго, Коауїла, Нуево-Леон, Сакатекас, Сан-Луїс-Потосі, Тамауліпас, Керетаро, Агуаскальєнтес.

## Підвиди
- Coluber flagellum cingulum
- Coluber flagellum flagellum
- Coluber flagellum fuliginosus
- Coluber flagellum lineatulus
- Coluber flagellum piceus
- Coluber flagellum ruddocki
- Coluber flagellum testaceus